# Weinmannia guyanensis
Weinmannia guyanensis là một loài thực vật có hoa trong họ Cunoniaceae. Loài này được Klotzsch ex Engl. miêu tả khoa học đầu tiên năm 1870.